# Driksnas sils
Driksnas sils este o arie protejată (arie specială de conservare — SAC, sit de importanță comunitară — SCI, arie de protecție specială avifaunistică — SPA) din Letonia întinsă pe o suprafață de 672,55 ha, integral pe uscat.

## Localizare
Centrul sitului Driksnas sils este situat la coordonatele 56°40′36″N 26°12′17″E / 56.6766°N 26.2047°E.

## Înființare
Situl Driksnas sils a fost declarat arie de protecție specială avifaunistică în decembrie 2003 pentru a proteja 3 specii de plante și 1 specie de animale. Alte tipuri de protecție:
- sit de importanță comunitară (în mai 2004)
- arie specială de conservare (în mai 2004)[2][4][5]

## Biodiversitate
Situată în ecoregiunea boreală, aria protejată conține 11 habitate naturale: Ape puternic oligomezotrofe cu vegetație bentonică cu Chara spp., Lacuri eutrofice naturale cu vegetație de tip Magnopotamion sau Hydrocharition, Pajiști aluvionare boreale nordice, Turbării active, Mlaștini turboase de tranziție și turbării mișcătoare, Izvoare fino-scandinave și mlaștini produse de izvoare bogate în minerale, Taiga vestică, Păduri fino-scandinave bogate în ierburi cu Picea abies, Păduri de conifere pe eskere fluvioglaciare sau legate la acestea, Păduri caducifoliate de mlaștină fino-scandinave, Mlaștini împădurite.
La baza desemnării sitului se află mai multe specii protejate:
- plante (3): turiță (Agrimonia pilosa), dedițelul (Pulsatilla patens), Thesium ebracteatum
- păsări (1): ciocănitoare de munte (Picoides tridactylus)

Pe lângă speciile protejate, pe teritoriul sitului au mai fost identificate 13 specii de plante, 1 specie de mamifere, 1 specie de nevertebrate.